# Vagrant Story
Vagrant Story (ベイグラントストーリー?, Beiguranto Sutōrī) è un videogioco di ruolo giapponese sviluppato da Squaresoft (oggi Square Enix) per la console PlayStation.
Pubblicato per la prima volta nel 2000, è stato successivamente ripubblicato per PlayStation 3 e PlayStation Portable tramite la piattaforma PlayStation Network. Vagrant Story è stato in gran parte sviluppato dallo stesso team responsabile della creazione di Final Fantasy Tactics; Yasumi Matsuno ha rivestito per esso i ruoli di scrittore, regista e produttore.
Il gioco si colloca all'interno del mondo immaginario di Ivalice, e più precisamente nel regno di Valendia e nelle rovine della città di Leà Monde. Il protagonista è Ashley Riot, un agente d'élite e membro dei Riskbreakers, inviato a Leà Monde per investigare sul possibile collegamento fra il leader di un misterioso culto e un notabile membro del Parlamento di Valendia, il Duca Bardorba, del quale il gruppo dei Riskbreakers è il corpo di guardia. Nel prologo del gioco Ashley viene accusato dell’assassinio del duca; il gioco narra gli eventi accaduti una settimana prima dell’omicidio.
Vagrant Story è un gioco di ruolo improntato all'action-adventure unico nel suo genere, poiché non sono presenti negozi, né interazioni con altri personaggi non giocanti; al contrario, il gameplay si concentra sulla creazione e personalizzazione dell'equipaggiamento, con l'aggiunta di elementi di strategia e risoluzione di enigmi.

## Trama

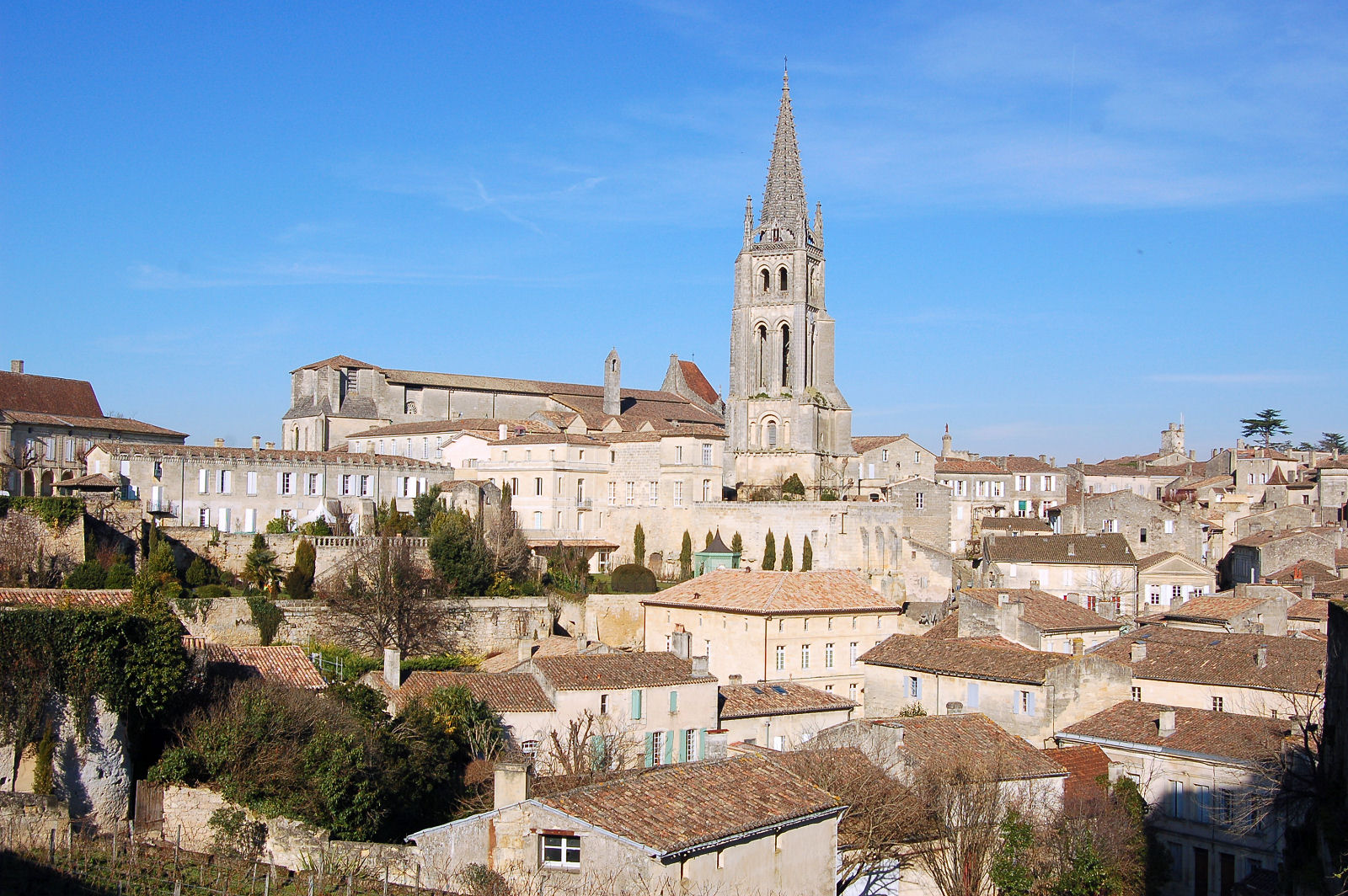
La cittadina francese di Saint-Émilion ha ispirato l'ambientazione del gioco.

### Ambientazione
Vagrant Story è ambientato nella città fittizia di Leà Monde, mentre il Regno di Valendia è attraversato da una furiosa guerra civile. Leà Monde è una città antica, la cui storia si estende in un arco di oltre due millenni. Collocata su un'isola circondata da rapide, le sue mura sono state testimoni di innumerevoli battaglie e sono più resistenti della più coriacea fra le fortezze di Valendia. Nell'era del suo massimo splendore, Leà Monde era una comunità vitale, fin quando un terribile terremoto colpì la città 25 anni prima degli eventi del gioco, annientandola e rendendo il terreno su cui poggia altamente instabile.

La Grand Cathedral e il Temple of Kiltia sono situati al centro della città. La loro zona è circondata dai distretti orientale ed occidentale, entrambi ancora in buone condizioni, e dalle massicce mura cittadine. Sotto il livello del terreno sono presenti dei tunnel sotterranei e una cava di calcare abbandonata, una cittadella sotterranea e le segrete dell'Iron Maiden. La labirintica Snowfly Forest, così chiamata dagli insetti che la popolano, ricopre parte della città. Altri luoghi di interesse sono le Graylands, ambientazione del prologo del gioco, e Valnain, la città sede del quartier generale dei Cavalieri della Pace di Valendia (VKP).
Per la definizione estetica e architettonica di Leà Monde il team artistico del gioco ha tratto ispirazione dai paesaggi della Francia meridionale, e in particolare di Saint-Émilion, cittadina francese dalla ricca tradizione vinicola.

## Modalità di gioco
Vagrant Story è un dungeon crawler nel quale il giocatore è chiamato a guidare Ashley Riot nell'esplorazione delle rovine di Leà Monde e delle catacombe sottostanti tramite una prospettiva in terza persona. È possibile accedere a una prospettiva in prima persona, ma solo per osservare a trecentosessanta gradi l'ambiente circostante. Ashley si muove in tempo reale in un contesto tridimensionale e le aree percorse vengono automaticamente registrate in mappe accessibili al giocatore.

Ashley può correre, saltare, combattere e spingere casse di legno o massi per aggirare gli ostacoli, aggiungendo al sistema di gioco elementi tipici dei videogiochi platform e dei rompicapo. Occasionalmente, il giocatore dovrà risolvere enigmi a base di blocchi da spostare per poter procedere nella storia.

### Modalità di combattimento

Una riproduzione del Rood Inverse, simbolo di grande importanza nel gioco.

Durante le fasi di esplorazione, il giocatore può attaccare i nemici accedendo alla modalità Battaglia (Battle Mode), con un sistema di combattimento simile a quello del precedente Parasite Eve. Quando il giocatore preme il tasto di attacco attorno ad Ashley compare un globo in wireframe verde, le cui dimensioni dipendono dalla portata dell'arma attualmente in uso (ad esempio, le balestre possiedono una portata maggiore delle armi da mischia come le mazze e le spade). Le parti del corpo del nemico che ricadono all'interno della sfera possono essere assunte come bersaglio. Il danneggiamento di specifiche parti comporta vantaggi strategici nella lotta, come la riduzione della precisione degli attacchi e della capacità di movimento.

Il sistema di combattimento prevede inoltre la possibilità di concatenare attacchi noti come Chain Abilities per aumentare il danno inflitto e usufruire di effetti aggiuntivi. Le catene di attacchi, denominate combo, vengono eseguite premendo i pulsanti di attacco con il giusto tempismo, come accade nei rhythm game. In aggiunta alle Chain Abilities, le Defense Abilities consentono ad Ashley di ridurre o riflettere i danni causati dai nemici, nonché di evitare le alterazioni di stato.

Nel corso del gioco Ashley può acquisire attacchi speciali specifici per ogni arma, le Break Arts, che permettono di infliggere danni consistenti a scapito dei punti salute (HP) del protagonista.
Ashley può accedere alle arti magiche in una fase avanzata del gioco utilizzando i Grimoires, pergamene lasciate in eredità dai nemici sconfitti. Quando un Grimoire viene utilizzato l'incantesimo in esso contenuto viene memorizzato, e per lanciarlo successivamente sarà necessario spendere una certa quantità di punti magia (MP) variabile a seconda dell'incantesimo. Gli incantesimi possono essere utilizzati per attaccare, curare, creare alterazione di stato e modificare le affinità di Ashley agli elementi (fuoco, acqua, aria…) e alle classi di avversario (umano, bestia, drago, fantasma…). Alcuni incantesimi possono colpire più bersagli simultaneamente, posizionando in maniera opportuna la sfera rappresentante il raggio d’effetto dell’incantesimo. Al contrario degli attacchi fisici, quelli magici non possono essere concatenati.
Il Risk riveste un ruolo importante nelle dinamiche di combattimento. I Risk Points influiscono sulla concentrazione di Ashley; quanto più a lungo si attacca il nemico, tanto più i Risk Points di Ashley si accumulano, riducendo drasticamente l’accuratezza degli attacchi e il potenziale difensivo. Chain Abilities e Defense Abilities incrementano i Risk Points in misura maggiore rispetto agli attacchi standard, mentre le Break Arts non li aumentato affatto. Quando il livello di Risk è elevato gli attacchi e gli incantesimi avversari sono più dannosi. Di contro, il giocatore avrà maggiori possibilità di portare a segno colpi critici e di recuperare maggiori quantità di HP con incantesimi e oggetti curativi.

### Creazione e gestione dell'equipaggiamento
Il sistema di creazione dell’equipaggiamento permette di forgiare e personalizzare armi e armature in appositi workshop. L’efficacia dell’equipaggiamento in battaglia è influenzato in maniera determinante dal materiale di cui è composto e dalla sua affinità agli elementi e alle classi di avversario; durante i combattimenti, inoltre, alcune affinità potranno venire accentuate, mentre altre ridotte. Le parti dell'equipaggiamento possono essere combinate tra loro, unendo le loro affinità e talvolta creando un oggetto totalmente nuovo al termine del processo.

### Modalità aggiuntive
Quando Ashley torna in una stanza contenente un puzzle già risolto, viene avviata una modalità a tempo chiamata Evolve, or die!!, nella quale si dovrà raggiungere l'uscita della stanza nel minor tempo possibile; al termine della prova verranno attribuiti una votazione ed un titolo in base al risultato ottenuto. Questa modalità è opzionale, e può essere disattivata in ogni momento tramite il menù di gioco.
Vagrant Story dispone inoltre di una modalità New Game Plus, disponibile una volta completato il gioco una volta. Tale modalità dà al giocatore la possibilità di ripercorrere il gioco conservando l'equipaggiamento e le statistiche accumulate nella partita precedente e di esplorare in maniera più completa il mondo di gioco, sbloccando aree segrete non accessibili nella prima partita e accedendo ad avversari più competitivi ed equipaggiamenti più potenti. La trama del gioco e le caratteristiche dei nemici, tuttavia, non subiscono alcun cambiamento.

## Sviluppo

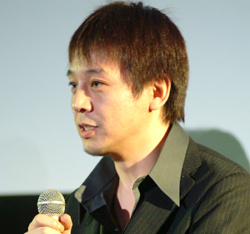
Il compositore Hitoshi Sakimoto ha realizzato la colonna sonora del gioco

### Colonna sonora
La colonna sonora di Vagrant Story è stata realizzata dal compositore giapponese Hitoshi Sakimoto, che aveva in precedenza lavorato alle musiche di Final Fantasy Tactics. Sakimoto aveva inizialmente previsto per il gioco un commento sonoro dai toni allegri, simile a quello di Final Fantasy Tactics, ma il direttore del gioco, Yasumi Matsuno, ha rifiutato l'idea in favore di musiche più oscure e atmosferiche; per comporle Sakimoto ha affermato di essersi ispirato alla colonna sonora della serie televisiva X-Files. Sakimoto ha citato la colonna sonora di Vagrant Story tra le sue composizioni preferite.

La colonna sonora, composta da 57 tracce, è stata pubblicata in due CD da DigiCube l'8 marzo 2000; il 4 marzo 2006 è stata quindi ripubblicata da Square Enix in versione rimasterizzata. Nel 2013 è stata infine pubblicata in versione digitale su iTunes.

### Localizzazione

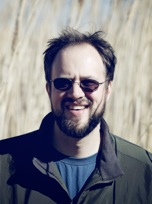
Alexander O. Smith si è occupato della traduzione del gioco dal giapponese all'inglese

La localizzazione in inglese di Vagrant Story è stata principalmente opera di Alexander O. Smith, al suo primo progetto come traduttore principale dopo aver collaborato all'adattamento di alcuni testi di Final Fantasy VIII e Final Fantasy Anthology; Amanda Jun Katsurada ha contribuito alla traduzione dei menu di gioco, mentre Rich Amtower si è occupato dell'editing.
In un'intervista rilasciata al sito statunitense USgamer, Smith ha affermato che la traduzione di Vagrant Story è stata completata in circa due mesi, ma ha subito un'interruzione di sei mesi nella sua fase iniziale, a causa di alcuni ritardi nella produzione del gioco; in quel periodo Smith si è dedicato alla traduzione di Parasite Eve II. Nella stessa intervista Smith ha dichiarato che il suo adattamento, caratterizzato dall'uso dell'inglese arcaico e del linguaggio figurato, è considerevolmente diverso nei toni rispetto allo script originale in lingua giapponese, più asciutto e moderno, del quale non è una traduzione letterale. L'ambientazione ispirata al Medioevo europeo ha infatti spinto il traduttore verso l'utilizzo di un registro linguistico ricercato, al fine di smorzare alcuni termini del testo originale ritenuti anacronistici e rendere i dialoghi del gioco più caratteristici e adeguati al contesto di finzione storica. Anche la traduzione dei nomi delle locazioni del gioco non è stata praticata in modo letterale in quanto avrebbe prodotto frasi troppo lunghe: al loro posto sono state adottate traduzioni più libere e concise, nelle quali Smith ha introdotto riferimenti e omaggi a gruppi musicali come i Bauhaus e i Dead Can Dance. Tra le fonti di ispirazione che lo hanno guidato nella scelta dello stile di scrittura, Smith ha annoverato il romanzo fantasy Il gioco del trono.
L'opera di traduzione di Smith è stata particolarmente apprezzata per il suo equilibrio tra brevità e capacità evocativa ed è stata indicata come uno dei risultati più notevoli nel campo della localizzazione dei videogiochi.

## Accoglienza

### Critica
| Testata                        | Giudizio             |        |
| ------------------------------ | -------------------- | ------ |
| Metacritic (media al 8-9-2021) | 92                   | [ 21 ] |
| 1UP                            | A                    | [ 22 ] |
| Allgame                        |                      | [ 23 ] |
| Edge                           | 7/10                 | [ 24 ] |
| Electronic Gaming Monthly      | 9,5/10 - 9/10 - 9/10 | [ 25 ] |
| Famitsū                        | 40/40                | [ 26 ] |
| Game Revolution                | A-                   | [ 27 ] |
| GameFan                        | 93/100               | [ 28 ] |
| GameInformer                   | 9/10                 | [ 29 ] |
| GamePro                        | 5/5                  | [ 30 ] |
| Games Master                   | 93%                  | [ 31 ] |
| GameSpot                       | 9.6/10               | [ 9 ]  |
| IGN                            | 9.6/10               | [ 4 ]  |
| Joypad                         | 8.5/10               | [ 32 ] |
| RPGamer                        | 10/10                | [ 33 ] |

Vagrant Story ha ottenuto recensioni largamente positive da parte di riviste e siti web specializzati. Il gioco possiede una valutazione complessiva di 92 punti su 100 secondo l'aggregatore Metacritic, mentre GameRankings gli attribuiva una valutazione media del 91,97% su 43 recensioni, punteggio che lo colloca al quindicesimo posto nella classifica dei migliori videogiochi per PlayStation di tutti i tempi. Nel 2000 IGN ha collocato il gioco al sesto posto nella classifica dei 25 giochi per PlayStation migliori di tutti i tempi.

È tra i soli ventiquattro giochi, e l'unico gioco per PlayStation, ad aver ricevuto un punteggio di 40/40 dalla prestigiosa rivista giapponese Famitsū.
Particolari apprezzamenti sono stati rivolti alla trama del gioco: GameSpot ne ha lodato la complessità, mentre IGN ha apprezzato la consistenza e la progressione dell'intreccio, ricco di intrighi e colpi di scena, accostandolo per qualità a quello di Metal Gear Solid. Videogame.it ha evidenziato come le sequenze animate con le quali viene sviluppata la trama siano completamente realizzate con lo stesso motore grafico del gioco e ne ha sottolineato il taglio cinematografico. Darren Jones di Retro Gamer ha rivolto un simile apprezzamento all'introduzione, composta da un breve filmato in computer grafica e da una sessione giocabile, che riesce nell'intento di "presentare con intelligenza le premesse della trama" con una perfetta commistione tra azione di gioco e respiro cinematografico.
Il comparto grafico è stato descritto come uno dei più imponenti che si siano visti su PlayStation. Tra i punti di forza sono stati annoverati l'accurata riproduzione di ambienti ispirati al fantasy medievale, la qualità delle texture, la fluidità e ricchezza delle animazioni, il sistema di illuminazione e il "brillante" character design di personaggi e mostri, ad opera del direttore artistico Akihiko Yoshida.

Gli effetti sonori presenti nel gioco sono stati definiti "ben fatti e impressionanti": i suoni ambientali come il rumore dei passi, lo scorrere dell'acqua e i grugniti dei nemici contribuiscono a creare un mondo credibile per il giocatore, mentre la colonna sonora è stata apprezzata per il modo in cui riesce a sottolineare i momenti più importanti del gioco, come gli scontri con gli avversari principali e gli eventi più importanti, fungendo poi da accompagnamento quando non è necessaria.

Il sistema di gioco, con particolare riferimento alla personalizzazione dell'equipaggiamento, è stato descritto come eccessivamente complesso per i principianti e ostico anche per i giocatori più esperti, che devono affrontare una grande mole di statistiche e parametri per comprenderne le potenzialità. David Zdyrko di IGN ha particolarmente apprezzato la profondità del sistema di combattimento e della gestione dell'equipaggiamento, ma ha affermato che gli scontri con i nemici occasionali possono rivelarsi più difficili di quelli con i boss, in quanto anche gli avversari ordinari spesso dispongono di incantesimi in grado di infliggere danni elevati.
L'opera di localizzazione in lingua inglese, nonostante alcuni sporadici errori tipografici e grammaticali, è stata indicata dalla critica come "senza paragoni e senza precedenti" nell'ambito delle trasposizioni dal giapponese all'inglese e viene riconosciuta come una pietra miliare che ha contribuito in modo determinante ad elevare la traduzione dei videogiochi a forma d'arte.
Vagrant Story è stato premiato da IGN come "Miglior gioco per PlayStation" all'Electronic Entertainment Expo del 2000 e candidato come "Miglior action/adventure per console" alla quarta edizione degli Annual Interactive Achievements Awards organizzati dalla Academy of Interactive Arts & Sciences. Vagrant Story è inoltre annoverato da Simon Parkin nel libro 1001 Games You Must Play Before You Die del 2010.

### Vendite
Nel maggio 2000 il gioco è stato il quinto titolo per PlayStation per volume di vendite e nonostante sia stato oscurato da titoli più popolari dello stesso sviluppatore, come Final Fantasy IX, Chrono Cross, Legend of Mana e Parasite Eve II, nei primi 20 giorni dopo la pubblicazione ha raggiunto le 100 000 copie vendute. Al termine del 2000 è entrato nella lista dei trenta giochi più venduti in Giappone con più di 300 000 copie e al 30 aprile 2016 il gioco ha venduto nel mondo 870 000 copie fisiche.

### Sequel
Ad aprile 2020 lo scrittore e regista del gioco, Yasumi Matsuno, ha pubblicato su Twitter un documento con un'idea di prologo per un sequel mai realizzato. L'autore ha dichiarato di aver concepito l'idea nel 2002 e di averla riciclata solo di recente come elemento per una serie di quest del gioco MMORPG Final Fantasy XIV.